# Jack Bailey
John Wesley Bailey  Jr., detto Jack (Hampton, 15 settembre 1907 – Santa Monica, 1º febbraio 1980), è stato un attore e conduttore televisivo statunitense.

## Filmografia parziale

### Attore

#### Cinema
- Sogni ad occhi aperti (Queen for a Day), regia di Arthur Lubin (1951)
- The Day of the Wolves, regia di Ferde Grofé Jr. (1971)
- How to Seduce a Woman, regia di Charles Martin (1974)
- L'uomo più forte del mondo (The Strongest Man in the World), regia di Vincent McEveety (1975)

#### Televisione
- Mister Ed, il mulo parlante (Mister Ed) – serie TV (1965)
- Polvere di stelle (Bob Hope Presents the Chrysler Theatre) – serie TV (1966)
- La fattoria dei giorni felici (Green Acres) – serie TV (1966)
- Strega per amore (I Dream of Jeannie) – serie TV (1967)
- Gunsmoke – serie TV (1967-1969)
- Squadra emergenza (Emergency!) – serie TV (1973)
- Riuscirà la nostra carovana di eroi... (Dusty's Trail) – serie TV (1974)
- Sulle strade della California (Police Story) – serie TV (1974)
- Apple's Way – serie TV (1974)

### Conduttore televisivo
- Truth or Consequences (1953-1956)
- Queen for a Day (1956-1964; 1945-1956 in radio)
- The Tennessee Ernie Ford Show (1957-1960)
- The Mike Douglas Show (1967)